# Пармен
Пармен је био један од Седамдесеторице апостола, и један од седам ђакона које су Дванаесторица апостола одабрали, како је описано у новозаветним Делима Апостолским. 
А у ове дане, кад се умножише ученици, подигоше Грци вику на Јевреје што се њихове удовице заборављаху кад се делише храна сваки дан.
Онда дванаесторица дозвавши мноштво ученика, рекоше: Није прилично нама да оставимо реч Божју па да служимо око трпеза.
Нађите дакле, браћо, међу собом седам поштених људи, пуних Духа Светог и премудрости, које ћемо поставити над овим послом.
А ми ћемо у молитви и у служби речи остати.
И ова реч би угодна свему народу. И изабраше Стефана, човека напуњена вере и Духа Светог, и Филипа, и Прохора, и Никанора, и Тимона, и Пармена, и Николу покрштењака из Антиохије.(Дела 6:1-5).— Цитат
Према црквеном предању Пармен је са посебним жаром служио апостолима и цркви. Проповедао је Јеванђеље у Малој Азији. Пармен је претрпео мучеништво 98. године, у време прогона хришћана од стране цара Трајана.
Православна Црква спомиње ђакона Пармена 17. јануара на дан Сабора Апостола и 10. августа, заједно са осталим апостолима - ђаконима, - Прохором, Никанором и Тимоном.